# Día Internacional de la Música
El Día Internacional de la Música es una jornada que se celebra anualmente el 22 de noviembre desde 1975, establecido por el Consejo Internacional de la Música (IMC) en ese mismo año.

## Proclamación
El Día Internacional de la Música fue proclamado oficialmente por el Consejo Internacional de la Música (IMC) el 1 de octubre de 1975. Esta iniciativa, liderada por Yehudi Menuhin y Boris Yarustowski, se adoptó durante la 15.ª Asamblea General del IMC celebrada en Lausana en 1973. Fundado en 1949 por la UNESCO, el IMC busca busca promover el arte musical en todas las secciones de la sociedad, aplicar los ideales de paz y amistad entre los pueblos y destacar la evolución y el intercambio cultural, así como la apreciación mutua de los valores estéticos. Además, el Día Internacional de la Música tiene como objetivo promover las actividades del IMC, sus organizaciones miembros internacionales y comités nacionales, así como su política de programas en general.

## Celebración
Este día se celebra el 1 de octubre de cada año. La primera celebración oficial tuvo lugar en 1975. Las actividades típicas de este día incluyen la organización de eventos musicales como conciertos, conferencias impartidas por compositores, intérpretes y musicólogos destacados, así como competiciones y concursos musicales. Además, se promueven exposiciones de instrumentos musicales, grabaciones, carteles, pinturas, esculturas, caricaturas y fotografías con temas musicales. También se llevan a cabo programas de radio y televisión que transmiten conciertos y debates con la participación de personalidades importantes, y se publican artículos en la prensa para llamar la atención del público sobre la celebración. Una de las iniciativas más singulares es la propuesta a las autoridades locales de ordenar unos minutos de silencio en las ciudades, durante los cuales se reproduce música en lugares públicos como parques y plazas principales.

## Otras celebraciones
Existen otras celebraciones que también conmemoran la música:
- La Fiesta de la Música, originada en Francia como  Fête de la Musique, celebrada por primera vez el 21 de junio de 1982 a instancias del ministro francés Jack Lang. Y también conocida como Día Mundial de la Música se ha extendido a numerosos países de todo el mundo y fue adoptada en 1985 como Día Europeo de la Música. Se convirtió en un evento internacional donde músicos de todos los géneros y niveles salen a las calles para ofrecer conciertos gratuitos y compartir la música con el público.
- El Día del Músico o Día Internacional del Músico: También conocido en la tradición cristiana como el Día de Santa Cecilia, patrona de los músicos, es muy popular en España y otros países como, Italia, México, Argentina, Colombia, Chile. Se celebra el 22 de noviembre y suele ir asociada a conciertos, misas y diversos eventos musicales organizados por bandas, coros y escuelas de música en honor a la santa.

## Temas
Día Internacional de la Música (1 de octubre)
- 2021: La música como elemento armonizador[4]
- 2022: Music on the intersections,[3] ('Música en las intersecciones')
- 2023: Celebrating the power of music,[5] ('Celebrando el poder de la música')